# ブルックリンの恋人たち
『ブルックリンの恋人たち』（ブルックリンのこいびとたち、Song One）は、2014年にアメリカ合衆国で製作されたドラマ映画。製作・主演をアン・ハサウェイが、監督・脚本をケイト・バーカー＝フロイランドが務めた。

## ストーリー
モロッコで人類学の博士号を取得するために研究をしていたフラニーのもとへ、ある日母カレンから一本の連絡が入る。なんと疎遠になっていた弟ヘンリーが交通事故により、昏睡状態に陥っているというのだ。急遽フラニーは、故郷ニューヨークブルックリンへと戻り、家族と再会するのだった。
その後、弟の部屋でフラニーは、彼が憧れていたミュージシャンのジェイムズのライブチケットを見つける。弟の代わりにライブへと足を運んだフラニーはジェイムズの歌に感動し、ライブが終わった後に彼に声をかける。そして自分の弟がジェイムズの大ファンだということや、その弟が現在事故で昏睡状態だということを彼に伝えるのだった。
次の日、フラニーが弟の病室にいると、一人の見舞客が訪れる。なんとそれはジェイムズだった。彼はツアー中にもかかわらず、弟のために歌を歌いに来てくれたのだった。その後、フラニーは弟の意識を呼び戻すために、彼が聞いていたであろう街中の様々な音を集めることにする。この彼女の行動にも、ジェイムズは付き添い、いつしか二人は互いに惹かれあっていくのだった。

## キャスト
※括弧内は日本語吹替
- フラニー・エリス - アン・ハサウェイ（小松由佳）
- カレン・エリス - メアリー・スティーンバージェン（高島雅羅）
- ジェイムズ・フォレスター -ジョニー・フリン（津田英佑）
- ヘンリー・エリス - ベン・ローゼンフィールド（英語版）（斉藤壮馬）
- 藤沼建人/石井未紗/竹内恵美子/長谷美希